# Bernard Tchoullouyan
Bernard Marc Tchoullouyan, né le 12 avril 1953 à Marseille et mort le 7 janvier 2019 à Mimet, est un judoka français. Médaillé de bronze moins de 78 kg, mi-moyens, aux Jeux olympiques lors de l'édition de 1980 à Moscou, il remporte deux médailles mondiales, dont le titre des mondiaux 1981 à Maastricht  en moins de 86 kg, poids moyens, et cinq médailles aux championnats d'Europe, une d'argent et quatre de bronze.

## Biographie
Bernard Tchoullouyan est né le 12 avril 1953 à Marseille. À l'âge de 8 ans, il rejoint l'ASPTT Marseille dans le but de pratiquer le football, sport dont il est fan, et s'inscrit à la section judo où il est entraîné par Elie Boeuf.
En 1974, il obtient une troisième place lors du Tournoi de Paris. Il remporte ses premières médailles sur la scène internationale en 1977 lors des championnats d'Europe à Ludwigshafen, avec le bronze lors de la compétition individuelle des moins de 78 kg et l'argent lors de la compétition par équipes. 
Il rejoint le Judo-Club de Lagny-sur-Marne où il prend sous son aile le jeune Thierry Rey. Ensemble, ils disputent les Championnats d'Europe de judo 1978 de Paris où Tchoullouyan est médaille de bronze, face au Soviétique Vitaly Bychenok alors que Rey termine cinquième. Ensemble, ils obtiennent le titre européen. En 1979, il remporte une première médaille mondiale lors championnats du monde de Paris, battu en finale par le Japonais Shōzō Fujii. Son jeune élève Thierry Rey emporte pour sa part le titre mondial.
Lors de l'épreuve des moins de 78 kg des Jeux olympiques de 1980 à Moscou, il s'incline en demi-finale face au Cubain Juan Ferrer sur ippon après 28 s de combat. Thierry Rey est également récompensé, avec le titre olympique dans sa catégorie.
Lors de la saison, il change de catégorie pour rejoindre les moins de 86 kg, poids moyens. Il remporte pour la première fois de sa carrière le tournoi de Paris, puis obtient la médaille d'argent aux championnats d'Europe de  Debrecen, battu par le Soviétique David Bodaveli (es). Lors des mondiaux de  Maastricht, il s'impose en finale sur décision de l'arbitre central face au Japonais Seiki Nose. En 1982, il remporte une nouvelle médaille européenne, le bronze lors de l'édition disputée à Rostock.
Tchoullouyan continue de travailler dans le judo. Déjà entraineur auprès de Thierry Rey, il officie auprès de Lucie Décosse de 2007 à 2010 période où elle remporte la médaille d'argent aux Jeux olympiques de 2008 à Pékin et le titre mondial lors des mondiaux 2010 à Tokyo. Avec Thierry Rey, il s'occupe également de  Morgane Ribout l'année où celle-ci remporte son titre mondial en 2009 à Rotterdam.
Il est entraîneur au sein de l'ASPTT Marseille, son club formateur.
Bernard Tchoullouyan est mort le 7 janvier 2019 d'une crise cardiaque au retour d'un footing effectué du côté de La Diote, à Mimet.

## Palmarès

### Palmarès international
| Année | Compétition           | Lieu         | Résultat | Catégorie      |
| ----- | --------------------- | ------------ | -------- | -------------- |
| 1977  | Championnats d'Europe | Ludwigshafen | 3e       | Moins de 78 kg |
| 1978  | Championnats d'Europe | Helsinki     | 3e       | Moins de 78 kg |
| 1979  | Championnats du monde | Paris        | 2e       | Moins de 78 kg |
| 1980  | Championnats d'Europe | Vienne       | 3e       | Moins de 78 kg |
| 1980  | Jeux olympiques       | Moscou       | 3e       | Moins de 78 kg |
| 1981  | Championnats d'Europe | Debrecen     | 2e       | Moins de 86 kg |
| 1981  | Championnats du monde | Maastricht   | 1er      | Moins de 86 kg |
| 1982  | Championnats d'Europe | Rostock      | 3e       | Moins de 86 kg |

### Tournois internationaux
Bernard Tchoullouyan remporte une fois la victoire Tournoi de Paris de judo, terminant à deux reprises à la deuxième place.
| Année | Compétition                       | Lieu         | Résultat | Catégorie      |
| ----- | --------------------------------- | ------------ | -------- | -------------- |
| 1974  | Tournoi de Paris                  | Paris        | 3e       | Moins de 80 kg |
| 1975  | Tournoi pré-olympique de Montréal | Montréal     | 3e       | Moins de 80 kg |
| 1977  | Tournoi international de Potsdam  | Potsdam      | 2e       | Moins de 78 kg |
| 1977  | Open de Pologne                   | Varsovie     | 2e       | Moins de 78 kg |
| 1977  | Tournoi international de Tbilissi | Tbilissi     | 2e       | Moins de 78 kg |
| 1978  | Coupe de Hongarie                 | Budapest     | 2e       | Moins de 78 kg |
| 1978  | Tournoi de Paris                  | Paris        | 2e       | Moins de 78 kg |
| 1979  | Tournoi de Paris                  | Paris        | 2e       | Moins de 78 kg |
| 1979  | Tournoi de Tbilissi               | Tbilissi     | 3e       | Moins de 78 kg |
| 1980  | US Open San Jose                  | San Jose     | 3e       | Moins de 86 kg |
| 1981  | Tournoi de Paris                  | Paris        | 1er      | Moins de 86 kg |
| 1982  | German Open Sindelfingen          | Sindelfingen | 2e       | Moins de 86 kg |

### Autres
- 5 titres de champion de France et 3 troisième places.
- Grade : Ceinture blanche-rouge 8e DAN[10].

## Décoration
- Chevalier de la Légion d'honneur Par décret du 12 juillet 2013[11].